# Jing’an (Shanghai)

Jing'an

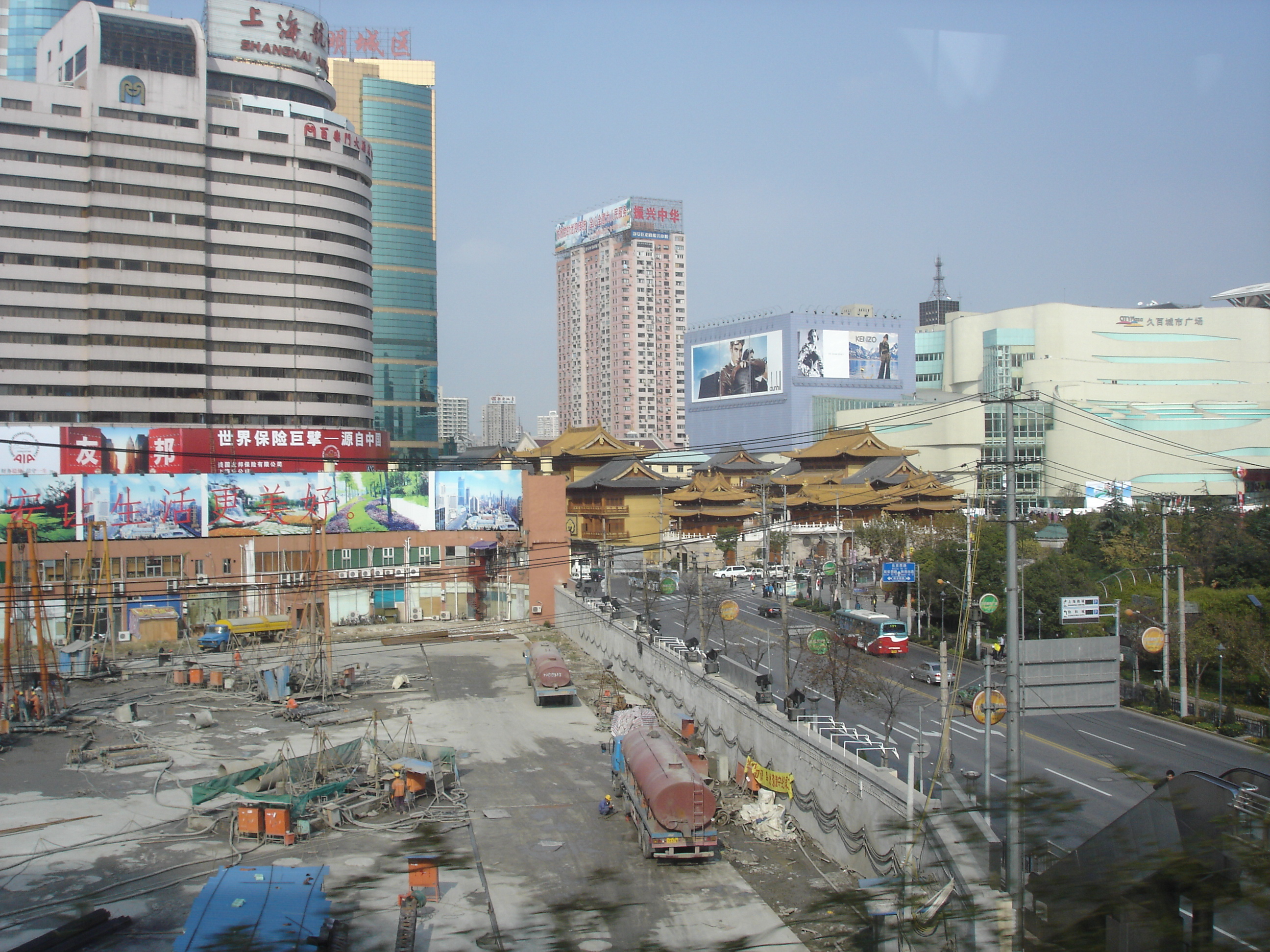
Blick auf Jing’an, in der Bildmitte der Jing’an-Tempel

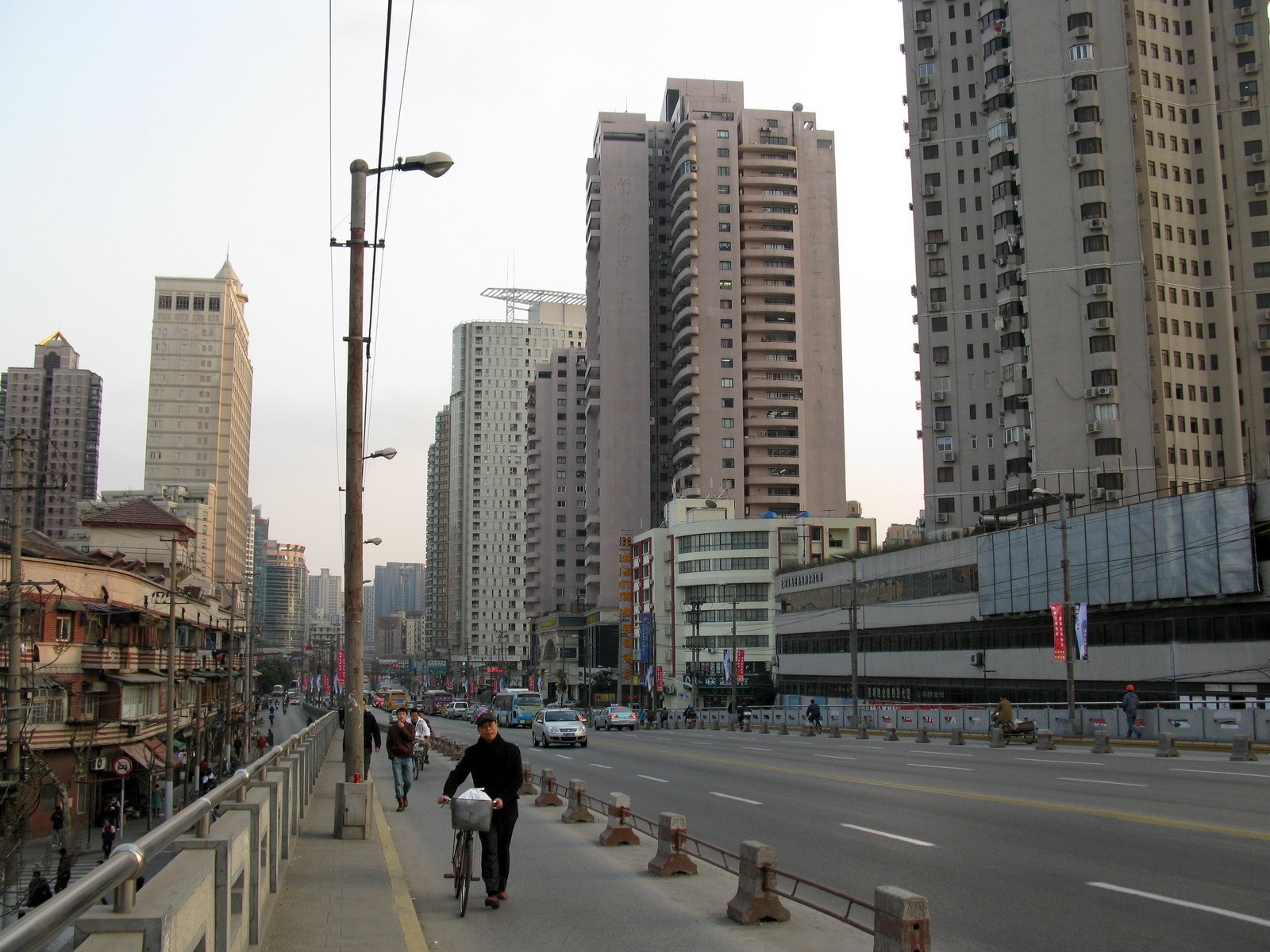
Shimen-Straße in Jing’an

Jing’an (静安区,  Jìng’ān Qū) ist einer von zehn „inneren“ Stadtbezirken der regierungsunmittelbaren Stadt Shanghai in der Volksrepublik China.
Jing’an hat eine Fläche von 36,77 Quadratkilometern und 975.707 Einwohner (Stand: Zensus 2020). Die Bevölkerungsdichte beträgt 26.535 Einwohner pro Quadratkilometer.
In Jing'an liegt der gleichnamige Jing’an-Tempel.

## Administrative Gliederung
Auf Gemeindeebene setzt sich Jing'an aus fünf Straßenvierteln zusammen. Diese sind:
- Straßenviertel Jiangning Lu (江宁路街道), Regierungssitz des Stadtbezirks;
- Straßenviertel Caojiadu (曹家渡街道);
- Straßenviertel Jing’ansi (静安寺街道);
- Straßenviertel Nanjing Xilu (南京西路街道);
- Straßenviertel Shimen Erlu (石门二路街道).

## Nahverkehr
Jing’an ist zu erreichen mit der Shanghai Metro
- Line 1. Stationen: Hanzhong Road, Shanghai Railway Station, North Zhongshan Road, Yanchang Road, Shanghai Circus World, Wenshui Road, Pengpu Xincun und Gongkang Road
- Line 2. Stationen: Jing'an Temple und West Nanjing Road
- Line 3. Stationen: Shanghai Railway Station und Baoshan Road
- Line 7. Stationen:  Changping Road Station und Jing'an Temple
- Line 8. Stationen: North Xizang Road, Zhongxing Road und Qufu Road
- Line 10. Stationen: Tiantong Road
- Line 12. Stationen: Hanzhong Road, West Nanjing Road, Qufu Road und Tiantong Road
- Line 13. Stationen: Hanzhong Road, Natural History Museum und West Nanjing Road